# Natural Obsessions

Natural Obsessions est un livre écrit par l'auteure scientifique américaine Natalie Angier et publié en 1988. Il raconte une année dans les laboratoires de deux éminents biologistes spécialistes du cancer au cours d'une période où il y avait une course pour découvrir et caractériser certains des premiers gènes cancérigènes et anticancéreux.

## Aperçu
Il relate la période, environ une année, qu'elle a passé dans les laboratoires de deux éminents biologistes du cancer, Robert Weinberg et Michael Wigler, durant une course pour découvrir et caractériser certains des premiers cancers causant et combattant le cancer (gènes oncogènes et gènes suppresseurs de tumeurs, respectivement). Ce livre donne un aperçu du fonctionnement quotidien d'un laboratoire scientifique de haut niveau sans fioritures - à la fois l'excitation et le frisson de la découverte ainsi que les aspects difficiles et politiques du métier. La pression pour trouver ces gènes monte et tout le monde se presse pour être le premier à annoncer cette découverte majeure qui aurait pu être attribuée à plusieurs laboratoires.

## Réception commerciale et critique
Natural Obsessions a été évalué favorablement dans le New York Times et le magazine Smithsonian dans les mois qui ont suivi sa publication initiale. Le livre a été nommé livre remarquable du New York Times en 1988.
Depuis 2001, le livre a été utilisé comme texte de référence dans un cours de biologie du cancer à l'Université de Chicago et à l'Université de Houston.

## Éditions
- Obsessions naturelles, Natalie Angier, Houghton Mifflin, 1988, 394 p.
- Obsessions naturelles, Natalie Angier, Warner Books, 1989, 420 p.
- Obsessions naturelles, Natalie Angier, Virago, 2000